# Bozakites frotei
Bozakites frotei är en stekelart som först beskrevs av André Seyrig 1952.  Bozakites frotei ingår i släktet Bozakites och familjen brokparasitsteklar. Inga underarter finns listade.